# 肉桂捲
肉桂捲（英語：cinnamon roll) 是一种常见于欧洲（尤其是北欧五国、奥地利、爱沙尼亚、德国）以及北美的麵包甜食。肉桂卷的主体为发酵面团，擀扁后刷黄油，撒肉桂粉和白砂糖卷起切块烤成，有时也会加入红糖、葡萄干等其他配料。

## 变体
不同地域的肉桂卷各具特色，例如瑞典的肉桂卷（瑞典語：kanelbulle）常加入粉状或整颗的豆蔻，而哥德堡市哈加（Haga）城区的肉桂卷（瑞典語：hagabullar）则以其之巨大而闻名，直径可达30厘米。美國的肉桂卷则常裹有大量糖霜，质地更蓬鬆，有时也会将卷好的面皮油炸为甜甜圈。
在肉桂卷传统做法的基础上还衍生出了其它甜点。瑞典的butterkaka和芬兰的bostonkakku（直译为“波士顿蛋糕”）都是将数个小肉桂卷放在圆形蛋糕模具中烤成的蛋糕状甜品。从德国汉堡发源的franzbrötchen则借鉴了法式可颂和丹麥酥，类似的起酥皮肉桂卷也见于丹麦（丹麥語：wienerbrødsdej kanelsnegle）。

## 历史
第一次世界大战後的1920年代，瑞典的咖啡店、麵包店開始出現販售的肉桂捲，但當時肉桂、豆蔻等香料都十分昂貴，直到1950年代才普及到民眾享用。根據ScandiKitchen的報導，每年每位瑞典人平均會吃下316個肉桂麵包捲。
台灣於2020年出現肉桂捲熱潮，至此很多咖啡店都會販售肉桂捲麵包。

## 文化
在瑞典和芬兰，肉桂卷常在当地人下午喝咖啡、闲谈休息的时间（称为fika）享用，且每年的10月4日为这两个国家的肉桂卷日。
在北美洲，肉桂卷普遍作早餐食用，且常配有糖粉或奶油芝士制成的糖霜；在美国中西部，肉桂卷还会搭配辣肉酱（一道德克萨斯州和墨西哥融合风味的汤）食用，这种吃法尤见于内布拉斯加州和堪萨斯州。
在丹麦，肉桂卷在每周的星期三尤为受欢迎，一些面包店也会在这一天将肉桂卷打折出售，为此衍生出了一种名为Onsdagssneglen（直译为“周三蜗牛卷”）的变体，比一般的肉桂卷更大，由普通面团（非起酥）制成。该文化起源于1990年代，当时丹麦的全国足球赛在每周三播出，而人们会在观看电视球赛时享用肉桂卷。
在斯洛文尼亚和捷克，肉桂卷常在圣诞节期间作为常见的家庭烘焙糕点享用。 